# Петро Мишчич
Петро Мишчич (інак зовемий Мишка; рус. пан Петр Мышьчич) — руський боярин першої половини XV століття, пан радний, родоначальник Мишок герба Корчак («три вруби»).
Народився на теренах коронної Русі, либонь, у Стратині, принаймні звідти походив його двоюрідний брат Масько Балабан; в джерелах 1420–40 років також згадується земянин Львівської землі Пилип (Філько) Мишич із Лединичів, — видимо, теж якийсь родич Петра.
Близько 1436-37 рр. Мишчич, як і низка інших панів, переселився на Волинь, ввійшовши до найближчого оточення вел. кн. Свидригайла Ольгердовича, де обійняв посаду кухмістра.    
4 лютого 1438 господар пожалував йому за вірну, «а нигды неопущеную» службу ліс Дідів і села Борщівка, Борок й Кандитово Кременецького повіту з прилеглими угіддями, а в 1452 — с. Холунів з присілками Холуневець, Підгаї й Силищево Городище, дворище Гугнино та селище Бейче в Перемильському повіті.   
По собі лишив синів Богдана і Дмитра.   